# Uromyces danthoniae
Uromyces danthoniae ist eine Ständerpilzart aus der Ordnung der Rostpilze (Pucciniales). Der Pilz ist ein Endoparasit des Süßgrasgattung Danthonia. Symptome des Befalls durch die Art sind Rostflecken und Pusteln auf den Blattoberflächen der Wirtspflanzen. Sie ist in der australischen Region verbreitet.

## Merkmale

### Makroskopische Merkmale
Uromyces danthoniae ist mit bloßem Auge nur anhand der auf der Oberfläche des Wirtes hervortretenden Sporenlager zu erkennen. Sie wachsen in Nestern, die als gelbliche bis braune Flecken und Pusteln auf den Blattoberflächen erscheinen.

### Mikroskopische Merkmale
Das Myzel von Uromyces danthoniae wächst wie bei allen Uromyces-Arten interzellulär und bildet Saugfäden, die in das Speichergewebe des Wirtes wachsen. Die becherförmigen Aecien der Art wachsen in Gruppen und besitzen 16 × 12 µm große, fast kugelige Aeciosporen. Die orangebraunen Uredien des Pilzes wachsen oberseitig auf den Wirtsblättern. Seine goldenen bis zimtbraunen Uredosporen sind 24–30 × 22–26 µm groß, meist breitellipsoid und stachelwarzig. Die blattoberseitig wachsenden Telien der Art sind schwarzbraun, kompakt und früh unbedeckt. Die kastanienbraunen Teliosporen sind einzellig, in der Regel eiförmig bis breitellipsoid und 27–34 × 19–24 µm groß. Ihre Stiele sind gelblich und bis zu 100 µm lang.

## Verbreitung
Das bekannte Verbreitungsgebiet von Uromyces danthoniae Australien, Tasmanien und Neuseeland.

## Ökologie
Die Wirtspflanzen von Uromyces danthoniae sind für Haplonten wie Dikaryonten diverse Danthonia-Arten. Der Pilz ernährt sich von den im Speichergewebe der Pflanzen vorhandenen Nährstoffen, seine Sporenlager brechen später durch die Blattoberfläche und setzen Sporen frei. Die Art verfügt über einen Entwicklungszyklus mit Spermogonien, Aecien, Uredien und Telien, vollzieht aber keinen Wirtswechsel.